# Vassili Xukxín
Vassili Makàrovitx Xukxín, rus: Василий Макарович Шукшин - Srostki, Biïsk, Altai, 25 de juliol de 1929 - Klétskaia, Volgograd, 2 d'octubre de 1974), fou un escriptor, director, guionista i actor de cinema rus.

## Biografia
Era fill de camperols russos residents a Srostki, al krai de l'Altai, sud de Sibèria. El seu pare, Makar Leóntievitx Xukxín, va ser arrestat i afusellat el 1933, durant la repressió associada a la col·lectivització de la terra, i la seva mare, Maria Serguéievna (nascuda Popova) es va haver d'adaptar per sobreviure. El 1943 Xukxín va acabar set anys d'escola en el seu poble i va entrar a l'Escola Tècnica d'Automoció de Biïsk. El 1945, després de dos anys en aquesta escola, va abandonar el seu treball en un kolkhoz.
El 1946 Xukxín va tornar a la seva vida en el seu llogaret natiu i el 1949 va començar a treballar com a operari del metall en el trust Soiuzprommejanizátsia, a la planta de turbines de Kaluga i a la de tractors de Vladímir, etc. El 1949, Xukxín va ser cridat a servir a l'Armada. Va servir com a mariner a la Flota del Bàltic i com a operador de ràdio en el mar Negre. El 1953 va ser desmobilitzat a causa d'una úlcera d'estómac i va tornar al seu poble natal. Havent passat l'examen extern per graduar-se en ensenyaments mitjans, es va convertir en professor de rus a l'escola principal de Srostki.
El 1954 Xukxín va ingressar al departament de direcció del VGIK, on va tenir com a professors a Mikhaïl Romm i Serguei Geràssimov, i es va graduar el 1960. El seu primer paper com a actor protagonista va ser el 1958 en el film de Marlen Khutsiev Dos Fiódors i va aparèixer també en el film de graduació d'Andrei Tarkovski. El 1958 Xukxín va publicar la seva primera història curta, "Dos en un carro" a la revista Smena. La seva primera col·lecció de relats va ser Сельские жители ("Gent de poble") publicada el 1963. El mateix any va passar a la plantilla de directors del Gorki Film Studio de Moscou. Va escriure i va dirigir Живёт такой парень ("Hi havia un noi"). Aquesta pel·lícula va rebre els honors del Festival de Cinema de Leningrad i va ser guardonada el 1964 amb el primer premi del Festival Internacional de Cinema de Venècia al programa de pel·lícules per joventut. Kalina Kràsnaia ("Viburnum vermell") en la qual va actuar com a director, guionista i protagonista; és la tragèdia de l'home arrencat de les seves arrels i desorientat en un medi aliè i un entorn criminal. El seu penediment sincer i tardà i l'intent de tornar a la vida senzilla, pura i justa resulta estèril i el personatge central mor.
Va morir prematurament, durant el rodatge de la pel·lícula de Serguei Bondartxuk Varen lluitar per la seva pàtria sobre la Gran Guerra Pàtria. Va intervenir en trenta pel·lícules com a actor o director i va escriure més d'un centenar de relats, novel·les i guions. Va ser molt hàbil a extreure les veus mateixes del poble rus, la vida rural i arrelada integritat moral del qual coneixia profundament.

## Família
Es va casar en dues ocasions: amb Maria Ivànovna Xúmskaia, que havia estat la seva mestra (1953-1957), amb una actriu Lídia Nikolàievna Fedoséieva-Xukshinà (des de 1964), amb qui tingué dues filles, Maria i Olga. La seva filla Maria també és actriu.

## Obra literària

### Novel·la
- 1965 Els Liubavin - «Любавины»
- 1971 Vaig venir per donar-vos la llibertat - «Я пришёл дать вам волю»

### Teatre
- Fins a hora avançada - «До третьих петухов»
- Punt de vista - «Точка зрения»
- Gent dinàmica - «Энергичные люди»
- Despertar al matí - «А поутру они проснулись»

### Col·leccions de relats
- 1963 «Сельские жители» -Camperols
- 1966 «Там вдали» -Allà, a la llunyania (novel·la curta i contes)
- 1973 «Характеры» -Caràcters

## Filmografia

### Actor
A llista apareix l'any de realització, el títol de la pel·lícula i el nom del personatge interpretat.
- 1956 — Тихий Дон — матрос за плетнём
- 1956 — Убийцы — боксёр Оле Андресон
- 1958 — Два Фёдора — Фёдор-большой
- 1959 — Золотой эшелон — Низовцев
- 1960 — Простая история — Ванька Клыков
- 1960 — Из Лебяжьего сообщают — Ивлев
- 1961 — Юрка — бесштанная команда
- 1961 — Алёнка — Степан Ревун
- 1961 — Когда деревья были большими — председатель колхоза
- 1961 — Командировка — комбайнёр
- 1961 — Мишка, Серёга и я — Геннадий Николаевич, классный руководитель
- 1962 — Мы, двое мужчин — шофёр Михаил
- 1964 — Какое оно, море? — матрос Жорка
- 1967 — Журналист — Карпачев
- 1967 — Комиссар — командир полка
- 1968 — Три дня Виктора Чернышёва — Кравченко
- 1968 — Мужской разговор — Ларионов Николай Николаевич, отец Саши
- 1968—1971 — Освобождение — маршал Конев
- 1969 — У озера — Василий Васильевич Черных
- 1969 — Эхо далёких снегов
- 1970 — Любовь Яровая — Роман Кошкин
- 1971 — Даурия — Василий Улыбин
- 1971 — Держись за облака — чекист
- 1972 — Печки-лавочки — Иван Расторгуев
- 1973 — Калина красная — Егор Прокудин
- 1974 — Если хочешь быть счастливым
- 1975 — Прошу слова — Фёдор, местный драматург
- 1975 — Они сражались за Родину — Пётр Федотович Лопахин
- 1995 — Великий полководец Георгий Жуков — маршал Конев Иван Степанович

### Director
- 1960 — Из Лебяжьего сообщают — дипломная работа
- 1964 — Живёт такой парень
- 1965 — Ваш сын и брат
- 1969 — Странные люди
- 1972 — Печки-лавочки
- 1973 — Калина красная

### Guionista
- 1960 — Из Лебяжьего сообщают
- 1964 — Живёт такой парень
- 1965 — Ваш сын и брат
- 1969 — Ваня, ты как здесь?
- 1969 — Странные люди
- 1971 — Пришёл солдат с фронта
- 1970 — Я пришёл дать вам волю
- 1972 — Печки-лавочки
- 1973 — Калина красная

1974 — Земляки
1977 — Позови меня в даль светлую

## Traduccions al català
- Alioixa l'Esventat. Traducció d'Elena Vidal. Els Marges, revista de llengua i literatura. Barcelona, Núm. 15 (1979, Gener), p. 45-56. En línia aquí